# Стрєлкова Марія Павлівна
Марія Павлівна Стрєлкова (4 серпня 1908 — 6 листопада 1962) — українська радянська акторка театру і кіно. Заслужена артистка УРСР (з 1946 року).

## Біографія
Народилася 4 серпня 1908 року в селянській родині російської Півночі. В 1926—1929 роках навчалася на акторському відділенні ЦЕТЕТІСу. В 1937—1952 роках — акторка Київського театру російської драми імені Лесі Українки. В кіно з 1929 року.
Померла 6 листопада 1962 року. Похована на Байковому кладовищі (ділянка № 6).

## Ролі
в театрі:
| Вистава                  | Автор             | Роль         |
| ------------------------ | ----------------- | ------------ |
| «Таланти і шанувальники» | О. М. Островський | Негіна       |
| «Камінний господар»      | Леся Українка     | Донна Анна   |
| «Пігмаліон»              | Бернард Шоу       | Еліза Дулітл |
| «Ходіння по муках»       | О. М. Толстой     | Катя         |
| «Горе від розуму»        | О. С. Грибоєдов   | Софія        |
| «Обрив»                  | І. О. Гончаров    | Віра         |

в кіно:
| Рік  | Фільм                   | Роль                             |
| ---- | ----------------------- | -------------------------------- |
| 1929 | «Чини і люди»           | Анна                             |
| 1930 | «Свято святого Йоргена» | Олеандра, дочка настоятеля храму |
| 1934 | «Веселі хлоп'ята»       | Олена                            |
| 1936 | «Діти капітана Гранта»  | Гелена Гленарван                 |
| 1937 | «Соловей»               | панна Ядвіга                     |